# Svante Rasmuson
Svante Erik Rasmuson (Uppsala, 18 novembre 1955) è un ex pentatleta e nuotatore svedese.

## Palmarès
In carriera ha conseguito i seguenti risultati:
- Giochi olimpici:

Mosca 1980: bronzo nel pentathlon moderno a squadre.
Los Angeles 1984: argento nel pentathlon moderno individuale.